# Maciste in vacanza
Maciste in vacanza è un film muto italiano del 1921 diretto  da Luigi Romano Borgnetto.

## Trama
Maciste decide di prendersi una pausa dallo stress della celebrità e partire all’avventura ma la sua avventura non sarà poi così rilassante. Egli viene infatti riconosciuto ovunque e trova quiete solo all’interno di un castello abbandonato. Peccato che il castello non sia poi così abbandonato e nel giro di poco tempo si ritrova invischiato in uno strano triangolo di pretendenti dell’americana Miss Edith Moak: il Conte Baiardi, il poeta Dasti e lo spagnolo Fernando Perez. A complicare le cose c’è anche la mamma della ragazza, Miss Dolly che ormai vedova ha messo gli occhi un po’ su tutti. Nel finale il colosso riesce a scappare finalmente a bordo della sua amata automobile. Il gigante scorrazza a bordo di una quattroruote della Diatto, da lui ribattezzata Diattolina. La Diatto, azienda metalmeccanica torinese fondata nel 1835, produsse automobili dal 1905 al 1932.Con le versioni sportive portò sul podio, tra gli altri, Nuvolari, Schieppati, Maserati. In una scena, Maciste solleva la Diattolina con la leggerezza di una piuma, ma era stata alleggerita del motore.

## Produzione
La Itala film  affidò a Romano Luigi Borgnetto la regia di Maciste in vacanza, 1921.
Proprio questo film è stato oggetto di una recente scoperta, frutto della collaborazione tra il Museo Nazionale del Cinema e l’associazione Cojtà Grugliascheisa, di Grugliasco, organizzatrice della mostra dedicata alla Photodrama, di cui si dà conto in altra parte di queste pagine. Visionando la pellicola di Maciste, restaurata dalla Cineteca di Bologna, si vedono comparire chiaramente alcuni scorci della Grugliasco dell’epoca e il viale alberato del parco, oggi scomparso.
Una parte di questo film è visibile presso il museo della Grugliaschesità  presente all'interno del Parco Le Serre di Grugliasco nei locali di  Villa Boriglione nel corso delle visite guidate gratuite organizzata dalla Cojtà Grugliascheisa.
L'attuale Parco Le Serre, fino al 1923 fu la sede della casa cinematografica PhotoDrama. Fallita nel 1923, dopo avere prodotto all'interno dell'attuale Parco Le Serre 23 lungometraggi di cui 18 portano la firma della Photodrama ed altri della Itala film, tra cui Ercole va in vacanza